# The Formation of Damnation
A The Formation of Damnation a Testament nevű thrash metal együttes kilencedik stúdióalbuma, amely 2008-ban jelent meg a Nuclear Blast kiadónál. Az 1999-es The Gathering óta ez volt az első új dalokat tartalmazó nagylemeze a zenekarnak. Az album a Billboard 200-as listáján az 59. helyet érte el, valamint megkapta a brit Metal Hammer magazin Legjobb albumért járó Golden Gods-díját.

## Történet
A kilencedik Testament-album elkészítését és megjelenését 2004-re tervezte a csapat, miután az énekes Chuck Billy 2002-ben felépült a rákból. A folyamatos koncertezés, valamint az állandó tagcserék miatt azonban a dalszerzés háttérbe szorult. 2005-ben majdnem a teljes klasszikus Testament-felállás jött össze ismét Alex Skolnick gitáros és Greg Christian basszusgitáros visszatérésével. Az új lemezt első körben Nick Barker (ex-Cradle of Filth, Dimmu Borgir) dobossal tervezték felvenni, de a brit Barker nem kapott munkavállalási engedélyt az Egyesült Államokban, így a Testamentnek új dobos után kellett néznie. A megoldás Paul Bostaph (ex-Slayer, Forbidden) lett, aki éppen akkor távozott az Exodusból és korábban többször is volt már tagja a turnézó Testamentnek.
A lemezre került dalok a The Gathering album stílusát ötvözik a klasszikus Testament-ízekkel. A gitárszólókat Eric Peterson és Alex Skolnick testvériesen megosztották egymás között. A lemez keverését újra Andy Sneap hangmérnökre bízták, ami garantálta a modern hangzást. Videóklipet a More Than Meets the Eye dalhoz forgattak.

## Dalok
1. For the Glory of... (intro) – 1:12
2. More Than Meets the Eye – 4:31
3. The Evil Has Landed – 4:44
4. The Formation of Damnation – 5:09
5. Dangers of the Faithless – 5:48
6. The Persecuted Won't Forget – 5:49
7. Henchman Ride – 4:01
8. Killing Season – 4:53
9. Afterlife – 4:14
10. F.E.A.R. – 4:47
11. Leave Me Forever – 4:28

## Közreműködők
- Chuck Billy – ének
- Eric Peterson – gitár, szólógitár
- Alex Skolnick – szólógitár
- Greg Christian – basszusgitár
- Paul Bostaph – dob

## Külső hivatkozások
- Testament hivatalos honlap
- Testament myspace oldal